# Phare de South Stack
Le phare de South Stack est un phare situé sur la petite île de South Stack (en gallois : Ynys Lawd), au nord-ouest de Holy Island (Anglesey), au Pays de Galles.
Ce phare est géré par le Trinity House Lighthouse Service à Londres, l'organisation de l'aide maritime des côtes du Pays de Galles.

## Histoire
Construit en 1809, ce phare prévient des dangers des rochers entourant les îles. C'est une tour de 28 m de haut construit sur le sommet de South Stack. Il est accessible de manière saisonnière pour des visites des installations et d'une salle d'exposition.
Il émet une lumière blanche visible jusqu'à 44 km sur la route maritime Dublin-Holyhead-Liverpool. Il a reçu la première balise le long de la côte du nord d'Anglesey pour des bateaux en direction de l'est. Depuis son automatisation en 1983, il est géré à distance par des opérateurs de Trinity House.

### Lien connexe
- Liste des phares du Pays de Galles